# ATP Taipei 1978
L'ATP Taipei 1978 è stato un torneo di tennis giocato sul sintetico indoor. È stata la 2ª edizione dell'ATP Taipei, che fa parte del Colgate-Palmolive Grand Prix 1978. Il torneo si è giocato a Taipei in Taiwan, dal 13 al 19 novembre 1978.

## Campioni

### Singolare maschile
Brian Teacher ha battuto in finale   Tom Gorman con il punteggio di 6–3, 6–3, 6–3

### Doppio maschile
Sherwood Stewart /  Butch Walts hanno battuto in finale  Mark Edmondson /  John Marks con il punteggio di 6–2, 6–7, 7–6